# アンダウン
アンダウンは、1990年代初頭にビーインググループ（現・B ZONE GROUP）が発行していた国内インディーズ音楽専門のフリーペーパー。
2003年秋に休刊。2000年代初頭に起こったフリーペーパーブームの中で、様々な媒体に取り上げられコアな人気を得た。

## 概要
90年代初めに巻き起こったビーイング・ブームはそれまで単なる音楽制作集団だったビーイングを組織として
大きく成長させるものだった。Music Freak Magazineや J-ROCK Magazineといったフリーペーパーや雑誌を始め、
CD NEWSや J-ROCK COUNTDOWNといったテレビ番組等、所属アーティストのパブリシティ目的で多く作られることとなった。
国内インディーズ音楽を中心に発行されていたフリーペーパー「アンダウン」もその1つ。
3代目編集長に就任した鈴木ダイスケの時代より誌面作りが一変し、「てぃーんずぶるーす2001」、「俺の空2001」と題された編集部主催のライブイベントでは世代に関係なくアーティストをブッキングし、特にこの時期にはインディーシーン発の新人アーティスト達と伊藤銀次、杉真理、林哲司等のベテランミュージシャンとの交流を積極的に仕掛けていくなど他のフリーペーパーや音楽雑誌とは一線を画する動きだった。編集長が自ら選曲監修をした「トーキョーシティライツvol.1」は、今では珍しくないが堂島孝平、NONA REEEVESといった若手（当時）のポップ職人から伊藤銀次、杉真理、南佳孝までをコンパイルし世代を超えたポップ・ミュージシャン達の名曲を一枚で楽しめる画期的内容だった。
2003年10月をもってアンダウンは休刊。鈴木ダイスケはその後フリーランスとして活動。漫画と音楽をテーマに自ら創刊した「Key Station♯」は創刊準備号をあわせて4冊発行。